# Podpeč (gmina Dobrepolje)
Podpeč – wieś w Słowenii, w gminie Dobrepolje. W 2018 roku liczyła 139 mieszkańców.